# سلیم حاطوم
سلیم حاطوم (عربی: سلیم حاطوم؛ ۱۹۲۸ – ۲۶ ژوئن ۱۹۶۷) یک افسر نظامی و سیاستمدار دروزی سوری بود که نقش مهمی در سیاست سوریه در دهه ۱۹۶۰ ایفا کرد. او که عضو شاخه منطقه‌ای سوریه حزب بعث سوسیالیست عرب بود، در کودتای ۱۹۶۶ سوریه که منجر به سرنگونی دولت امین الحافظ، که او نیز یک بعثی بود، شد، نقش مهمی داشت. در همان سال، او از منطقه زادگاهش، جبل الدروز، شورشی را علیه همکارانش که دولت جدید را تشکیل داده بودند اما او را از هر سمت مهمی کنار گذاشته بودند، آغاز کرد. او در پی صدور حکم دستگیری از سوریه گریخت، اما در سال ۱۹۶۷ بازگشت و متعاقباً زندانی و اعدام شد.